# Ferraria macrochlamys
Ferraria macrochlamys là một loài thực vật có hoa trong họ Diên vĩ. Loài này được (Baker) Goldblatt & J.C.Manning mô tả khoa học đầu tiên năm 2004.